# Montereale Valcellina
Montereale Valcellina (friülà Montreâl ) és un municipi italià, dins de la província de Pordenone. L'any 2007 tenia 4.696 habitants. Limita amb els municipis d'Andreis, Aviano, Barcis, Maniago i San Quirino.

## Administració
| Període | Identitat         | Partit |
| ------- | ----------------- | ------ |
| 2004-   | Pieromano Anselmi | DS     |